# زبان اسلواکی
زبان اسلوواک (به اسلوواک:slovenčina، اسلووِنچینا؛ یا slovenský jazyk، اسلووِنسکی یازیک) یک زبان هندواروپایی و از خانواده زبان‌های اسلاوی‌است. این زبان در کنار زبان‌های چک، لهستانی و سورابی شاخه اسلاوی باختری را دربرمی‌گیرد. اسلوواک به ویژه به زبان چکی نزدیک است.
اسلوواک در اسلواکی ۵میلیون گویشور دارد. همچنین کوچندگان اسلوواک‌زبان به آمریکا ۵۰۰هزار تن اند. همچنین اسلوواک‌زبانانی که پیش‌از فروپاشی چکسلواکی در جمهوری چک کنونی جاگیر شده‌اند ۳۲۰هزار تن اند. در مجارستان نیز اقلیت نژادی ۲۰هزاری از اسلواک‌ها از دیرباز می‌زیند. ۶۰ هزار اسلواک‌زبان نیز که از فرزندان خوش‌نشینان در دوره فرمانروایی دودمان هابسبورگند نیز در شمال صربستان می‌زیند. همچنین در رومانی ۲۲هزار تن و در لهستان ۲۰هزار تن اسلوواک‌زبان می‌زیند. کوچندگان اسلواک در کشور کانادا نیز ۲۰هزارتن اند و گروهی از ایشان نیز در استرالیا زندگی می‌کنند. در اتریش، اوکراین، بلغارستان و کرواسی(۵هزارتن) نیز اسلواک‌زبانانی هستند. روی‌هم‌رفته شمار گویش‌وران این زبان را ۶ میلیون برآورد می‌کنند.

## الفبا
الفبای زبان اسلواک از الفبای لاتین وام گرفته‌اند و برای برآورده کردن نیازهای این زبان نمادهای ˇ، ´، ¨، ^ را بدین الفبا افزوده‌اند.
الفبای اسلواک این‌ها اند: a á ä b c č d ď dz dž e é f g h ch i í j k l ľ ĺ m n ň o ó ô p q r ŕ s š t ť u ú v w x y ý z ž
| grapheme | IPA   | transcr. |
| -------- | ----- | -------- |
| a        | a     | a        |
| á        | a:    | á        |
| ä        | æ، ɛ  | ä، e     |
| b        | b     | b        |
| c        | ts͡    | c        |
| č        | t͡ʃ    | č        |
| d        | d     | d        |
| ď        | ɟ، dʲ | ď        |
| dz       | dz͡    | ʒ        |
| dž       | d͡ʒ    | ǯ        |
| e        | ɛ     | e        |
| é        | ɛ:    | é        |
| f        | f     | f        |
| g        | g     | g        |
| h        | ɦ     | h        |
| ch       | x     | x        |
| i        | ɪ     | i        |
| í        | i:    | í        |
| j        | j     | j        |
| k        | k     | k        |
| l        | l, l̩  | l        |
| ĺ        | l̩:    | ̥         |
| ľ        | ʎ، lʲ | ľ        |
| m        | m     | m        |
| n        | n     | n        |
| ň        | ɲ، nʲ | ň        |
| o        | ɔ     | o        |
| ó        | ɔ:    | ó        |
| ô        | u̯o    | ŭo       |
| p        | p     | p        |
| q        | kv    | kv       |
| r        | r, r̩  | r        |
| ŕ        | r̩:    | ̥         |
| s        | s     | s        |
| š        | ʃ     | š        |
| t        | t     | t        |
| ť        | c, tʲ | ť        |
| u        | u     | u        |
| ú        | u:    | ú        |
| v        | v     | v        |
| w        | v     | v        |
| x        | ks    | ks       |
| y        | ɪ     | i        |
| ý        | i:    | í        |
| z        | z     | z        |
| ž        | ʒ     | ž        |

## شمارگان
شمارگان اسلوواک این‌ها اند:
‎(1) jeden (jedno (خنثی)‎، jedna (مادینه)), (2) dva (dve (خنثی، مادینه)), (3) tri, (۴) štyri, (5) päť, (۶) šesť, (7) sedem, (8) osem, (9) deväť, (10) desať, (11) jedenásť, (12) dvanásť, (13) trinásť, (۱۴) štrnásť, (15) pätnásť, (۱۶) šestnásť, (17) sedemnásť, (18) osemnásť, (19) devätnásť, (20) dvadsať, (21) dvadsaťjeden . . . . , (30) tridsať, (31) tridsaťjeden . . . (40) štyridsať, . . . (50) päťdesiat, . . . (60) šesťdesiat, . . . (70) sedemdesiat, . . . (80) osemdesiat, . . . (90) deväťdesiat, . . . (100) sto, (101) stojeden, . . . . (200) dvesto, . . . (300) tristo, . . . (900)deväťsto, . . . (1,000) tisíc, . . . (1,100) tisícsto, . . . (2,000) dvetisíc, . . (100,000) stotisíc, . . . (200,000) dvestotisíc, . . . (1,000,000) milión, . . . (1,000,000,000) miliarda, . . .

## پیوند با دیگر زبان‌ها
زبان اسلواک مستقل از دیگر زبان‌های اسلاوی از دل زبان نیااسلاوی برخاسته است. با این همه امروزه زبان اسلواک در پیوند با زبان‌های اسلاوی باختری است. اسلواک‌زبانان و چکی‌زبانان در راستای همزیستی دراز تاریخیشان تا از میان رفتن کشور چکسلواکی به نزدیکی زبانی و واژه‌های مشترکی رسیده‌اند. از آنجا که نگارش اسلواک هم از نویسش چکی الهام‌گرفته است، پس سامانه نوشتاری این دو نیز بسیار نزدیک به هم می‌باشد. با این همه این دو اختلاف‌های آواشناسانه و دستوری چندی نیز با هم دارند. پیشینه رخنه زبان چکی در اسلواک به سده ۱۴ (میلادی) بازمی‌گردد. امروزه اسلواک‌زبانان بزرگسال به سادگی زبان چکی را می‌فهمند و نیز بی‌آن‌که نیاز ترجمان داشته باشند تا اندازه‌ای لهستانی و سورابی نیز می‌فهمند. با این همه نویسش لهستانی برای یک اسلواک‌زبان می‌تواند درک ناپذیر و دشوار باشد.